# Ioan Hulea
Ioan Hulea (n. 13 august 1957) este un deputat român, ales în 2012 din partea Partidului Poporului – Dan Diaconescu (PP-DD).
În timpului mandatului a trecut la Uniunii Naționale pentru Progresul României (UNPR).